# Aristomachos von Soloi
Aristomachos von Soloi war ein antiker Bienenzüchter und -forscher aus der Stadt Soloi, der wohl im 3. oder 2. Jahrhundert v. Chr. lebte.
Er soll sich antiken Berichten zufolge 58 Jahre lang mit der Erforschung der Bienen beschäftigt haben und ein Werk namens Μελισσουργικά („Honigherstellung“) verfasst haben. Der Zeitraum seines Wirkens kann zum einen dadurch eingegrenzt werden, dass ihm bei seiner Arbeit anscheinend der Text bereits vorlag, der als das neunte Buch, Kap. 623 b-627 b über die Bienen und ihr Leben im Bienenstock der im 4. Jahrhundert v. Chr. entstandenen Historia animalium des Aristoteles überliefert ist (allerdings ist gerade bei diesem Buch nicht sicher, ob es tatsächlich von Aristoteles stammt). Zum anderen hat der im 1. Jahrhundert v. Chr. wirkende Autor Gaius Iulius Hyginus (* um 60 v. Chr.; † nach 4 n. Chr.) die Schrift des Aristomachos für die erste lateinische Monographie De Apibus („Über die Bienen“) als Quelle verwendet, was den terminus ante quem für die Lebenszeit des Bienenforschers ergibt. Einige Wissenschaftler datieren diese auch genauer in das 3. oder 2. Jahrhundert v. Chr.
Aristomachos von Soloi wird mehrfach in der Naturalis historia („Naturgeschichte“) Plinius’ des Älteren und einmal in der Schrift De re rustica des Lucius Iunius Moderatus Columella als Quellenschriftsteller zitiert. Möglicherweise diente sein Werk auch dem Dichter Vergil in dessen Georgica und dem Medizinschriftsteller Aulus Cornelius Celsus als Vorlage. Außerdem wurde vermutet, dass er mit dem Aristomachos identisch ist, der eine – ebenfalls von Plinius verwendete und erwähnte – Schrift über die Zubereitung des Weines verfasst hat.